# Wilhelm Berlin (General)

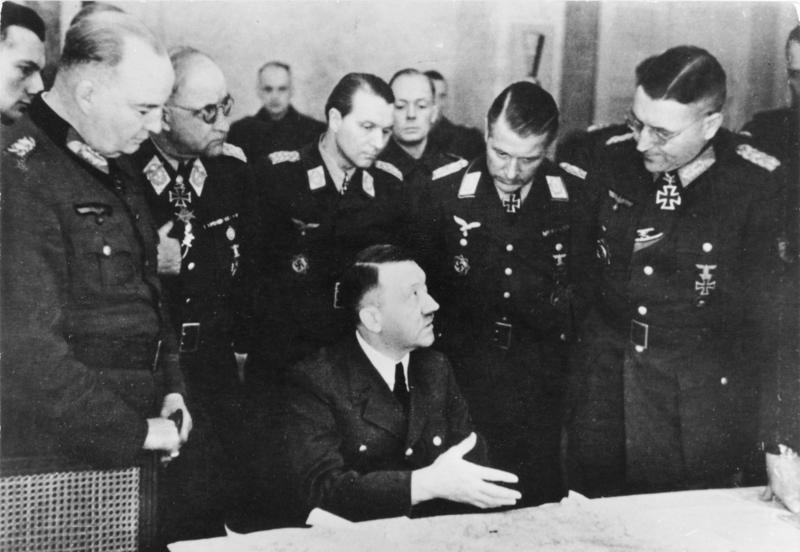
Wilhelm Berlin, (ganz linke Person mit gefalteten Händen) neben Hitler während einer Lagebesprechung im März 1945

Wilhelm Otto Julius Berlin (* 28. April 1889 in Köln; † 15. September 1987 in Hamburg) war ein deutscher General der Artillerie im Zweiten Weltkrieg.

## Preußische Armee
Berlin trat am 12. März 1909 als Fähnrich aus dem Kadettenkorps kommend in das Badische Fußartillerie-Regiment Nr. 14 ein und wurde dort zunächst in der 6., später in der 1. Batterie verwendet. Vom 1. Oktober 1910 bis Januar 1914 wurde er zur Artillerie- und Ingenieurschule nach Berlin-Charlottenburg kommandiert. Anschließend besuchte Berlin vom 1. Februar bis 1. August 1914 die Militärtechnische Akademie, die er durch den Ausbruch des Ersten Weltkriegs vorzeitig beendigen musste.
Nach der Mobilmachung fungierte Berlin bis 25. August 1914 als Nachrichtenoffizier der Feste Kaiser Wilhelm II. Danach wurde er in selbiger Position zur Kommandantur des Gouvernements Straßburg abkommandiert. Im Anschluss hieran war er ab 2. September 1914 beim Generalstabs des XV. Reserve-Korps. Aus dem Stabsdienst schied Berlin am 30. April 1915 mit der Übernahme als Führer der Mörserbatterie 216 aus. Nach zwei Monaten wurde er dann Kompanieführer der 3. Batterie in seinem Stammregiment. Sein Einsatz an der Ostfront innerhalb des Regiments währte vom 17. Juli bis zum 25. September 1915. Danach wurde das Regiment erneut an die Westfront verlegt, an dessen Kampfgeschehen sie ab Mitte Februar 1916 wieder eingriff. Mit Wirkung zum 2. Juni 1916 wurde Berlin Adjutant beim General der Fußartillerie Nr. 8. Der Stab wurde am 16. Februar 1917 umgebildet und als Artillerie-Kommandeur Nr. 126 aufgestellt. Vom 10. bis 15. September 1917 absolvierte Berlin einen Lehrgang an der Heeresgasschule in Berlin und kehrte nach dessen Beendigung wieder an die Front zurück. Mit Wirkung zum 25. Juli bis 1. August 1918 kommandierte Berlin vorübergehend und ab 4. September 1918 bis Kriegsende das II. Bataillon des Reserve-Infanterie-Regiments Nr. 88. Für sein Wirken erhielt er neben beiden Klassen des Eisernen Kreuzes, den Bayerischen Militärverdienstorden IV. Klasse mit Schwertern, das Ritterkreuz II. Klasse des Ordens vom Zähringer Löwen sowie das Ritterkreuz des Königlichen Hausordens von Hohenzollern mit Schwertern. Nach dem Waffenstillstand von Compiègne kehrte Berlin in die Heimat zurück.

## Reichswehr und Wehrmacht
Beförderungen
- Leutnant mit Patent am 27. Januar 1910
- Oberleutnant mit Patent am 25. Februar 1915
- Hauptmann mit Patent am 18. August 1917
- Major am 1. November 1930
- Oberstleutnant am 1. Mai 1934
- Oberst am 20. April 1936
- Generalmajor am 29. Februar 1940
- Generalleutnant am 15. Februar 1942
- General der Artillerie am 20. Oktober 1944

Am 18. Dezember 1918 verließ Berlin den Stab des Artillerie-Kommandeurs Nr. 126 und wurde zu seinem Stammregiment rückversetzt. Nach der Demobilisierung bildete sich die als Freikorps tätige Schwere Freiwilligen Batterie 1, als deren Führer Berlin ab 21. März 1919 fungierte. Kurz darauf wurde Berlin am 18. April 1919 in die Vorläufige Reichswehr übernommen und als Batterieführer im Reichswehr-Artillerie-Regiment 13 verwendet. Dieses verließ er im September 1919 wieder, um Führer der II. Abteilung der „Batterie Berlin“ zu werden. Diese war der Reichswehr-Artillerie-Regiment 13 zugeordnet. Am 25. Oktober 1919 erfolgte hier seine Versetzung zum Führer der 2. Batterie der I. Abteilung. Am 1. Dezember 1919 (mit Wirkung zum 1. Oktober 1919) wurde Berlin zum Chef der 2. Batterie ernannt, die am 10. Juni 1920 in die 5. Batterie umbenannt wurde. Am 22. September 1920 wechselte Berlin in den Regimentsstab des Artillerie-Regiment 13 über, welches nur wenige Tage später, am 27. September 1920 in das 5. Artillerie-Regiment umbenannt wurde. Im April 1921 brach Berlin zu einer mehrmonatigen Übungsreise durch den Wehrkreis V auf, die er erst am 19. Juli 1921 beendete. Anschließend besuchte er einen Lehrkurs für Rittmeister in der Kavallerieschule Hannover.
Nach dessen Beendigung kehrte er zu seinem Regiment zurück, wo er erneut als Chef der 2. Batterie des 5. Artillerie-Regiment tätig war. Im Juni 1925 wurde Berlin als Lehrer zum Schießlehrgang am Infanterie-Geschütz nach Senne kommandiert, um danach wieder seinen Aufgaben als Batteriechef fortzuführen. Am 1. März 1926 folgte seine Versetzung in den Stab der I. Abteilung des 5. Artillerie-Regiments. Von Januar bis Ende Juli 1927 war Berlin als Lehrer an der Artillerieschule Jüterbog tätig. Anschließend kehrte er zum 5. Artillerie-Regiment zurück, um dort in der 1. (reitenden) Batterie Verwendung zu finden. Im Oktober desselben Jahres erfolgte Berlins Kommandierung als Lehrer nach Jüterbog unter gleichzeitiger Versetzung zum Stab der I. Abteilung seines Regiments. Vom 22. August 1929 bis 30. September 1930 wurde Berlin zum Truppenamt abkommandiert, in dessen Anschluss er einen Gasschutz-Lehrgang E in Berlin absolvierte.
Mit Wirkung zum 1. Oktober 1930 verließ Berlin das 5. Artillerie-Regiment und wurde zum Reichswehrministerium abkommandiert. Von Oktober bis November 1933 nahm er am Lehrgang B für Artillerie-Offiziere teil, um ab dem 1. Oktober 1934 Kommandeur der II. Abteilung des Artillerie-Regiments Jüteborg zu werden, welches später am 1. Mai 1935 in Artillerie-Lehr-Regiment umbenannt wurde. Am 1. Mai 1936 wurde Berlin zum Höheren Artillerie-Offizier beim Kommando der Panzertruppen ernannt, in dessen Kommandostab er am 6. Oktober 1936 versetzt wurde. In dieser Stellenbesetzung war Berlin berechtigt, die Uniform des Artillerie-Regiments 5 weiterhin zu tragen. Am 12. Oktober 1937 wurde Berlin zum Kommandeur des Artillerie-Regiments 33 ernannt, kam jedoch im Zuge der Allgemeinen Mobilmachung ab Dezember 1938 als Kommandeur zum Artillerie-Regiment 96. Diese Position hielt er jedoch nur bis zum 22. März 1939 inne. Danach kehrte er wieder zum Artillerie-Regiment 33 zurück.

## Zweiter Weltkrieg
Mit dem Artillerie-Regiment 33 (→ 33. Infanterie-Division) nahm Berlin am Überfall auf Polen teil. Nach dessen Beendigung wurde Berlin Artilleriekommandeur 101 an der Kriegsschule Potsdam. Als Höherer Artilleriekommandeur nahm Berlin am Westfeldzug teil, wurde jedoch noch vor dessen Beendigung in die Führerreserve des OKH unter Zuteilung zur Artillerieschule versetzt. Am 30. Oktober 1940 wurde er hier zum Kommandeur der Artillerieschule II in Jüterbog ernannt. Diese Stellung hielt Berlin anschließend bis Mitte Mai 1943 inne. Danach erfolgte eine erneute Versetzung in die Führerreserve, um mit Wirkung zum 1. Mai 1943 Kommandeur der 58. Infanterie-Division zu werden, um dort als Vertreter des beurlaubten Generalleutnants Karl von Graffen zu fungieren. Die 58. Infanterie-Division lag zu diesem Zeitpunkt im Bereich der Heeresgruppe Nord im Raum Demjansk. Schon am 24. August 1943 trat jedoch Berlin seinen Posten als Kommandeur der 227. Infanterie-Division an, die ebenfalls im nördlichen Abschnitt der Ostfront im Großraum der Leningrader Front lag.
Im Februar 1944 lag die 227. Infanterie-Division bei Narwa. Für die Würdigung seiner besonderen Leistungen bei der Führung seiner Division, die bereits am 12. Februar 1944 im Wehrmachtbericht lobend genannt wurde, sowie für seine hervorragende Beurteilung und taktischen Geschicks in den Kämpfen um Wolossowo und Jamburg, wurde Berlin am 6. März 1944 mit dem Ritterkreuz des Eisernen Kreuzes ausgezeichnet. Mit Wirkung vom 15. Februar 1944 wurde Berlin mit der stellvertretenden Führung der Armeeabteilung Narwa beauftragt, dessen Funktion er jedoch nur wenige Monate innehielt. Schon am 11. Mai 1944 wurde Berlin die stellvertretende Führung des XXVI. Armee-Korps übertragen, um in Anschluss daran ab dem 21. Juli 1944 M. d. W. d. G. b. des Generals der Artillerie beim Chef des Generalstabes des Heeres beauftragt zu werden. Am 10. Juli 1944 erfolgte jedoch seine erneute Versetzung in die Führerreserve des OKH. Seinen bisherigen Dienst regelte in dieser Zeit der Befehlshaber im Wehrkreis III. Mit Wirkung vom 25. November 1944 erfolgte Berlins Ernennung zum General der Artillerie im OKH. In Anbetracht der Ostfrontlage wurde Berlin, unter Beibehaltung seiner bisherigen Dienststellung, mit Wirkung zum 27. Februar 1945 mit der Führung des Generalkommandos des CI. Armeekorps (Oderfront) beauftragt. Dieses Kommando führte er bis 18. April 1945. Danach war er wieder bis Kriegsende als General der Artillerie im OKH tätig. Bei Kriegsende geriet Berlin in US-amerikanische Kriegsgefangenschaft, aus der er am 3. Juli 1947 wieder entlassen wurde.